# Metropolia Villavicencio
Metropolia Villavicencio – metropolia rzymskokatolicka w Kolumbii utworzona 3 lipca 2004.

## Diecezje wchodzące w skład metropolii
- Archidiecezja Villavicencio
  - Diecezja Granada en Colombia
  - Diecezja San José del Guaviare

## Biskupi
- Metropolita: abp Misael Vacca Ramirez (od 2023) (Villavicencio)
- Sufragan: bp Jorge Enrique Malpica Bejarano (od 2025) (Granada en Colombia)
- Sufragan: wakat (od 2024) (San José del Guaviare)

## Główne świątynie metropolii
- Archikatedra Najświętszej Marii Panny z Góry Karmel w Villavicencio
- Katedra Matki Boskiej z Góry Karmel w Granada
- Katedra św. Józefa w San José del Guaviare